# The Valentines
The Valentines — австралийская софт-рок-группа, существовавшая в период с 1966 по 1970 год. Известна как одна из ранних групп покойного вокалиста AC/DC Бона Скотта.

## История группы
The Valentines была образована в конце 1966 года в городе Перт, участниками групп The Spektors Бона Скотта и The Winstons Винса Лавгроува. Группа ориентировалась на The Beatles, ранних The Rolling Stones, а также на местную группу The Easybeats. The Valentines пользовались значительным успехом на родине и выпустили ряд синглов. В конце 1967 года коллектив перебрался в Мельбурн и начал гастролировать по крупным городам Австралии. В конце 1968 года, с приходом такого жанра как бабблгам-поп, The Valentines стали особенно востребованы среди девочек-подростков. В марте 1969 года песня My Old Man's a Groovy Old Man, написанная Джорджем Янгом и Гарри Вандой, стала национальным хитом в австралийских чартах. Однако, бабблгам-поп завоевал популяроность так же быстро, как и утратил её. Вскоре на смену жанру пришла классическая рок-музыка. И хотя The Valentines всё ещё имели верных поклонников в некоторых районах Австралии и, особенно, в родном городе Перте, в конце 1970 года участниками было принято дружное решение о роспуске группы. Бон Скотт, зарекомендовавший себя как сильный вокалист, краткое время побыл в группе Mount Lofty Rangers и вскоре примкнул к Fraternity, а ещё через три года — к AC/DC. Винс Лавгроув снискал признание на ниве музыкальной журналистики.

## Состав
- Бон Скотт — вокал
- Винс Лавгроув — лид-вокал
- Вин Милсон — гитара
- Тэд Уорд — гитара (1967—1969), бас-гитара (1969—1970)
- Брюс Эбботт — бас-гитара (1967—1968)
- Джон Кукси — бас-гитара (1968—1969)
- Грэм Грининг — бас-гитара (один концерт, 1969)
- Уорвик Финдлэй — барабаны (1967—1968)
- Дуг Ливри — барабаны (1968—1969)
- Падди Бич — барабаны (1969—1970)

## Дискография
Синглы
- «Everyday I Have to Cry»/«I Can’t Dance with You» (5/1967)
- «She Said» / «To Know You Is to Love You» (август 1967)
- «I Can Hear the Raindrops» / «Why Me?» (февраль 1968)
- «Peculiar Hole in the Sky» / «Love Makes Sweet Music» (август 1968)
- «My Old Man’s a Groovy Old Man» / «Ebeneezer» (февраль 1969)
- «Nick Nack Paddy Wack» / «Getting Better» (августt 1969)
- «Juliette» / «Hoochie Coochie Billy» (февраль 1970)

Альбомы
- My Old Man’s a Groovy Old Man (мини-альбом) (февраль 1969)
- The Valentines (сборник) (1987, дважды переиздавался: в 1988 под названием Seasons of Change: The Early Years 1967-72 и в 1991 году с включением песен Fraternity под названием Bon Scott — The Early Years 1967—1972)